# Milton George Henschel
Milton George Henschel (1920–2003) byl pátým prezidentem Biblické a traktátní společnosti Strážná věž a členem vedoucího sboru Svědků Jehovových, tzv. "věrného a rozvážného otroka".

## Život a kariéra
Jako člen vedoucího orgánu podpořil reformu celosvětové organizace Svědků Jehovových v souvislosti s nenaplněnými předpověďmi konce světa k roku 1975.
Prezidentem byl zvolen roku 1992 jako jeden z nejmladších příslušníků vedoucího sboru a ve funkci setrval do roku 2000.